# Distretto di Jasło
Il distretto di Jasło (in polacco powiat jasielski) è un distretto polacco appartenente al voivodato della Precarpazia.

## Geografia antropica

### Suddivisioni amministrative
Il distretto comprende 10 comuni.
- Comuni urbani: Jasło
- Comuni urbano-rurali: Kołaczyce
- Comuni rurali: Brzyska, Dębowiec, Jasło, Krempna, Nowy Żmigród, Osiek Jasielski, Skołyszyn, Tarnowiec